# El traje
El traje es un largometraje de ficción dirigido por Alberto Rodríguez.

## Argumento
Un inmigrante subsahariano que sobrevive en Sevilla trabajando en un estacionamiento, después de ayudar a cambiar una rueda del coche a un famoso jugador de Baloncesto del Caja San Fernando, recibe a cambio un traje que parece estar hecho a medida para él. A partir de ese momento, su vida da un giro de 180°, abriéndosele las puertas que antes no le eran para nada accesibles. Es una interesante crítica al todopoderoso clasismo reinante.